# Amphiasma
Amphiasma, biljni rod iz porodice broćevki smješten u tribus Spermacoceae, dio potporodice Rubioideae. pripada mu sedam vrsta trajnica ili manjeg grmlja iz Afrike

## Vrste
1. Amphiasma benguellense (Hiern) Bremek.
2. Amphiasma divaricatum (Engl.) Bremek.
3. Amphiasma luzuloides (K.Schum.) Bremek.
4. Amphiasma merenskyanum Bremek.
5. Amphiasma micranthum (Chiov.) Bremek.
6. Amphiasma redheadii Bremek.
7. Amphiasma robijnsii Bremek.